# کلویی ۴۰۲
سیارک ۴۰۲ (به انگلیسی: 402 Chloe، نامگذاری:1895BW) چهارصد و دومین سیارک کشف شده‌است که در ۲۱ مارس ۱۸۹۵ و در نیس کشف شد.
قدر مطلق سیارک برابر ۹٫۰۲ است.